# Operatie Fourth Term
Operatie Fourth Term was de codenaam voor een geallieerde militaire operatie in Italië. 

## Geschiedenis
De geallieerde opmars in Italië verliep stroef. Om de vallei van de Serchio in Midden-Italië te veroveren, opende het Amerikaanse 4e Legerkorps op 6 februari 1945 een klein offensief. De aanval verliep succesvol en de Amerikanen namen bovendien het stadje Gallicano in.